# مشکین‌گربه معمولی
مشکین‌گربه معمولی (نام علمی: Genetta genetta) نام یک گونه از سرده مشکین‌گربه است.